# Cobitis melanoleuca
Cobitis melanoleuca és una espècie de peix de la família dels cobítids i de l'ordre dels cipriniformes.

## Subespècies
- Cobitis melanoleuca gladkovi (Vasil'ev & Vasil'eva, 2008)
- Cobitis melanoleuca melanoleuca (Nichols, 1925)[4]